# Silnice I/50

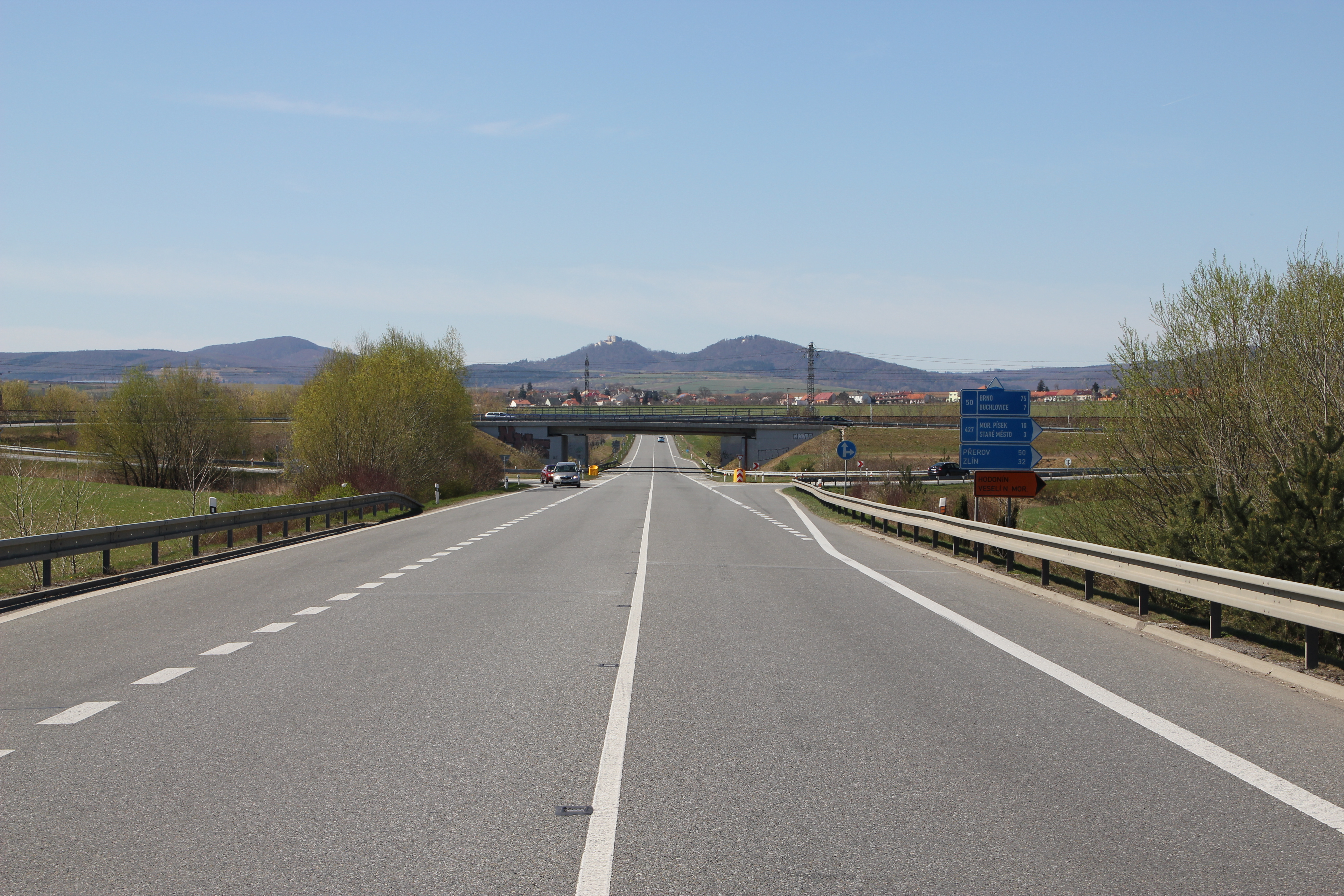
Mimoúrovňová křižovatka silnice I/50 se silnicí II/427 a železniční tratí č. 330 na obchvatu Uherského Hradiště. V pozadí pohoří Chřiby.

Silnice I/50 je páteřní česká silnice I. třídy vedoucí Jihomoravským a Zlínským krajem. Je dlouhá 101,887 km a je po ní vedena evropská silnice E50. Vede z Brna přes Uherské Hradiště na hraniční přechod Starý Hrozenkov, kde na ni navazuje slovenská silnice I/9 směr Trenčín.
Původně začínala silnice č. 50 na dálničním nájezdu Holubice, pak byla prodloužena o vícepruhovou směrově navazující radiálu z centra Brna na dálniční nájezd Brno-východ (předtím silnice č. 41). Část této silnice, Olomoucká radiála, je vedena jako silnice pro motorová vozidla (v délce 4,382 km).
Podle sčítání dopravy po silnici I/50 v roce 2016 projelo v nejvytíženějším úseku (čtyřpruhová Olomoucká radiála v Brně) 29 tisíc vozidel denně, ve druhé nejvytíženější části (Holubice – Slavkov u Brna) pak 18 tisíc vozidel denně.
Most u Uherského Hradiště, přes který silnice vede, byl s délkou 1011 metrů v době vybudování (2004) nejdelším silničním mostem v ČR.

## Vedení silnice

### Jihomoravský kraj
- Brno – městský okruh (I/42) (začátek Olomoucké radiály)
- odbočka Slatina (Brno)
- nájezd Brno-východ (D1, E50, E462) (konec Olomoucké radiály)
- část trasy vedena po dálnici D1
- nájezd Holubice (D1, E462), E50 pokračuje v této trase
- Slavkov u Brna (I/54)
- Bučovice (II/431)
- Nesovice (II/429)
- Brankovice
- Malínky
- Kožušice

### Zlínský kraj
- křižovatka Střílky (II/432)
- odbočka Buchlov
- MÚK Buchlovice
- MÚK Buchlovice/Zlechov (II/422)
- Uherské Hradiště (obchvat, I/55, II/427)
- Podolí
- Uherský Brod (II/490, II/495)
- Bánov (obchvat)
- Bystřice pod Lopeníkem (obchvat)
- odbočka Komňa (II/496)
- Starý Hrozenkov

### státní hranice CZ / SK
- hraniční přechod Starý Hrozenkov/Drietoma
- pokračuje jako silnice č. 9 směr Trenčín - nájezd na slovenskou dálnici D1, E50, E75

## Modernizace silnice
| Číslo | Název                   | Délka  | Kategorie       | Zahájení výstavby | Uvedení do provozu | Křižovatky                  |
| ----- | ----------------------- | ------ | --------------- | ----------------- | ------------------ | --------------------------- |
| B84   | Křižanovice, křižovatka | 0,5 km | 9,5/90          | 06/2025           | plánováno 2025     |                             |
| B58   | Bučovice, obchvat       | 5,6 km | 13,5/90 11,5/90 | plánováno 2026    | plánováno 2028     | Marefy Kloboučky Vícemilice |
| B67   | Nesovice, křižovatka    | 0,7 km | 12,5/8,5/50     | 07/2012           | 06/2014            |                             |
| Z53   | Bánov – obchvat         | 4,4 km | 11,5/80         | 12/2008           | 11/2010            |                             |

### Další zmodernizované úseky
- Slavkov u Brna, obchvat
- Slavkov u Brna – Bučovice – Střílky, oprava
- Bučovice, průtah, oprava
- Zástřizly – Staré Hutě, stoupací pruhy
- Zlechov – Uherský Brod, přeložka
- Uherský Brod, obchvat

### Další stavby v přípravě
- Brankovice – Kožušice, přeložka
- Starý Hrozenkov, přeložka